# Scenedra
Scenedra is een geslacht van vlinders van de familie snuitmotten (Pyralidae), uit de onderfamilie Pyralinae.

## Soorten
- S. decoratalis Walker, 1866
- S. flavibasalis Hampson, 1906
- S. orthotis Meyrick, 1894